# Myron Healey
Myron Daniel Healey (* 8. Juni 1923 in Petaluma, Kalifornien; † 21. Dezember 2005 in Burbank, Kalifornien) war ein US-amerikanischer Filmschauspieler und Drehbuchautor. 

## Leben
Myron Healey begann seine Schauspielkarriere in den frühen 1940er Jahren als Statist in Hollywood-Produktionen. Während des Zweiten Weltkrieges meldete sich Healey zur United States Air Force, die er in den 1960er Jahren im Range eines Captains verließ.
Seit Kriegsende nahm er zudem seine Schauspieltätigkeit wieder auf. Zunächst spielte er vorwiegend in B-Movies und Fernsehserien zumeist Bösewichte und zwielichtige Charaktere. In über 300 Film- und Fernsehproduktionen war er nur selten in sympathischen Rollen zu sehen. Er spielte unter anderem in Rauchende Colts, Bonanza, Perry Mason und Knight Rider.
Einem breiten Publikum wurde Healey jedoch vor allem durch seine zahlreichen Western-Rollen bekannt. Dabei spielte er neben zahlreichen Stars dieses Genres wie Glenn Ford (Der Richter von Colorado), Sterling Hayden (Kansas Pazifik), Lee van Cleef (Stadt der Verdammten und Aufruhr in Laramie), Barbara Stanwyck und Ronald Reagan (Königin der Berge), Randolph Scott (Stadt der toten Seelen), Lex Barker (Duell mit dem Teufel) und Kirk Douglas (Mit stahlharter Faust). Besonders populär machte ihn dabei die Rolle des legendären Revolverhelden Doc Holliday, den er zwei Jahre lang in der erfolgreichen Fernsehserie The Life and Times of Wyatt Earp als Ersatz für Douglas V. Fowley verkörperte. Außerdem arbeitete er gelegentlich auch als Drehbuchautor, unter anderem für Texas Lawmen aus dem Jahr 1951 mit Johnny Mack Brown.
Myron Healey war viermal verheiratet und hatte zwei Töchter. Im Herbst 2005 brach er sich bei einem Sturz die Hüfte. Von den Komplikationen dieser Verletzung sollte er sich nicht wieder erholen. Am 21. Dezember 2005 starb er im Alter von 82 Jahren in einem Krankenhaus in Burbank.

## Filmografie (Auswahl)
- 1947: Eine Göttin auf Erden (Down to Earth)
- 1947: Der Richter von Colorado (The Man from Colorado)
- 1947: Zwei trübe Tassen – vom Militär entlassen (Buck Privates Come Home)
- 1948: Ich tanze in dein Herz (Ladies of the Chorus)
- 1948: Ein Pferd namens October (The Return of October)
- 1948: Im Banne der roten Hexe (Wake of the Red Witch)
- 1948: Achtung! Atomspione! (Walk a Crooked Mile)
- 1948: Startbahn ins Glück (You Gotta Stay Happy)
- 1949: Vor verschlossenen Türen (Knock on Any Door)
- 1949: Leicht französisch (Slightly French)
- 1949: Der Mann, der zu Weihnachten kam (Mr. Soft Touch)
- 1950: Seine Frau hilft Geld verdienen (The Fuller Brush Girl)
- 1950: Die Männerfeindin (A Woman of Distinction)
- 1950: Zwischen Mitternacht und Morgen (Between Midnight and Dawn)
- 1950: Gangster von Chicago (Hi-Jacked)
- 1951: Die Nacht der Wahrheit (The Big Night)
- 1951: Bomba, der Herr der Elefanten (Elephant Stampede)
- 1951: Ich war eine amerikanische Spionin (I Was an American Spy)
- 1951: Trommeln im tiefen Süden (Drums in the Deep South)
- 1951: Die silberne Stadt (Silver City)
- 1951: Grenzpolizei in Texas (The Texas Rangers)
- 1951: Burg der Rache (Lorna Doone)
- 1952: Sturm über Tibet (Storm Over Tibet)
- 1952: Monsun (Monsoon)
- 1953: Kansas Pazifik (Kansas Pacific)
- 1953: Hängt ihn (Vigilante Terror)
- 1954: Stadt der Verdammten (Silver Lode)
- 1954: Königin der Berge (Cattle Queen of Montana)
- 1954: Aufruhr in Laramie (Rails into Laramie)
- 1955: Stadt der toten Seelen (Rage at Dawn)
- 1955: Duell mit dem Teufel (The Man from Bitter Ridge)
- 1955: Mit stahlharter Faust (Man without a Star)
- 1958: Varan – Das Monster aus der Urzeit (Daikaijū Baran) (nur in den zusätzlich bzw. neu gedrehten Szenen der US-Fassung)
- 1958–1959: The Life and Times of Wyatt Earp (Fernsehserie)
- 1970: Geschossen wird ab Mitternacht (The Cheyenne Social Club)
- 1971: Wie Rauch im Wind (Smoke in the Wind)
- 1977: Der Planet Saturn läßt schön grüßen (The Incredible Melting Man)
- 1983: Hoffnung für Julian (Forever and Beyond)
- 1988: Pulse
- 1994: Kleine Giganten (Little Giants)